# Leça FC
El Leça FC es un equipo de fútbol de Portugal que juega en el Campeonato de Portugal, la cuarta liga de fútbol más importante del país.

## Historia
Fue fundado en el año 1912 en la ciudad de Leça da Palmeira en Matosinhos, y ha llegado a participar en la Primeira Liga en 4 temporadas hasta el momento, su última ha sido la de 1997/98 debido a problemas financieros relacionados con actos de corrupción contra la Federación Portuguesa de Fútbol, por lo que fueron descendidos a la Liga de Honra para la temporada siguiente.
Al club lo afectaron los problemas financieros, por lo que le era imposible el retorno a la máxima categoría, incluyendo una mala administración de los presidentes, los cuales algunos robaban dinero del club para sus propios fines, no pagando a los jugadores y descalificando entrenadores del club, terminando con descensos a la II Divisão y posteriormente a la Tercera División de Portugal en la temporada 2012-13.

## Palmarés
- Liga de Honra: 1

1994/95
- II Divisão: 1

1940/41
- III Divisão: 1

2006/07

## Jugadores

### Jugadores destacados
| - Jaime Magalhães - Sérgio Conceição - Ricardo Carvalho - Zé António | - Miguel Reisinho - Jordão - Earl Jean - Wesley John |